# Przezpraw
Biezpraw, Brzezpraw, Przezpraw ([bʲɛspɾ̥af], [bʐɛspɾ̥af], [pʂespɾ̥af]) – staropolskie imię męskie, być może opisowe, a nie życzące, złożone z członów Biez-, Brzez-, Przez- ("bez") i -praw ("prawdziwy, sprawiedliwy"). Być może oznaczało "tego, którego omija sprawiedliwość".
Żeński odpowiednik: Przezprawa